# Udea institalis
Udea institalis — вид лускокрилих комах родини вогнівок-трав'янок (Crambidae).

## Поширення
Вид поширений в Південній та Східній Європі. Присутній у фауні України.

## Спосіб життя
Личинки живляться листям миколайчиків польових (Eryngium campestre).